# Петропавловка (Совєтський район)
Петропа́вловка (рос. Петропавловка, марій. Петропавловск) — присілок у складі Совєтського району Марій Ел, Росія. Входить до складу Алексієвського сільського поселення.

## Населення
Населення — 34 особи (2010; 29 у 2002).
Національний склад (станом на 2002 рік):
- марі — 90 %